# 奥克兰会幕浸信会
奧克蘭會幕浸信會（Auckland Baptist Tabernacle）是於1855年10月在紐西蘭奧克蘭市建立的浸信会教会。
当时奧克蘭市只有大約六千人口。1884年復活節的星期一，司布真牧師（Rev. Thomas Spurgeon）在砌下教堂房角石的典禮上宣佈教堂開幕時將無負任何債務。讚美神的信實，教堂果然在一八八五年五月十二日開幕時，將最後所需要的一百磅也藉著當天的崇拜獻金完全付清。 
在 Rev. Joseph Kemp 的帶領下，奧克蘭會幕浸信會也發起了紐西蘭浸信神學院及紐西蘭聖經學院。會幕教會也十分關注社區的工作，所以也幫助建立了 Manurewa Children’s Home。今天奧克蘭會幕浸信會是由國際多元化的重生信徒所組成，反映出奧克蘭市近年來的改變。 
会幕浸信会華語部成立于1996年12月8日，并成為奧克蘭會幕浸信會的其中一部份，以服务華人為主，會眾包括了來自中國大陆、馬來西亞、香港、越南、台灣等地的華人同胞

## 外部連結
- 奧克蘭會幕浸信會 （页面存档备份，存于）